# فهد عبد الرحمن
فهد عبد الرحمن عبد الله (مواليد 10 أكتوبر 1962) هو لاعب كرة قدم إماراتي كان يجيد اللعب في خط الوسط لصالح منتخب الإمارات العربية المتحدة ونادي الوصل. شارك في نهائيات كأس العالم 1990.

## روابط خارجية
- فهد عبد الرحمن على موقع الاتحاد الدولي (مؤرشف)  (الإنجليزية)
- فهد عبد الرحمن على موقع قاعدة بيانات كرة القدم.إي يو (الإنجليزية)
- فهد عبد الرحمن على موقع ناشيونال فوتبول تيمز (الإنجليزية)
- فهد عبد الرحمن على موقع عالم كرة القدم.نت (الإنجليزية)
- فهد عبد الرحمن على موقع كووورة